# Potó
Potó (termo oriundo do tupi) é a designação comum a várias espécies de coleópteros do gênero Paederus, especialmente o Paederus irritans.
Seu principal interesse para o meio humano é a existência de toxinas em sua hemolinfa, dos quais se destaca a pederina, capazes de provocar sérias lesões na pele, chamadas de pederismo (pederose ou dermatite Paederus).
Recebe a denominação vulgar no Brasil de potó, e ainda potó-pimenta, pimenta, papa-pimenta, burrico, trepa-moleque. No Peru recebe os nomes de aranha de drácula ou balalus.

## Características

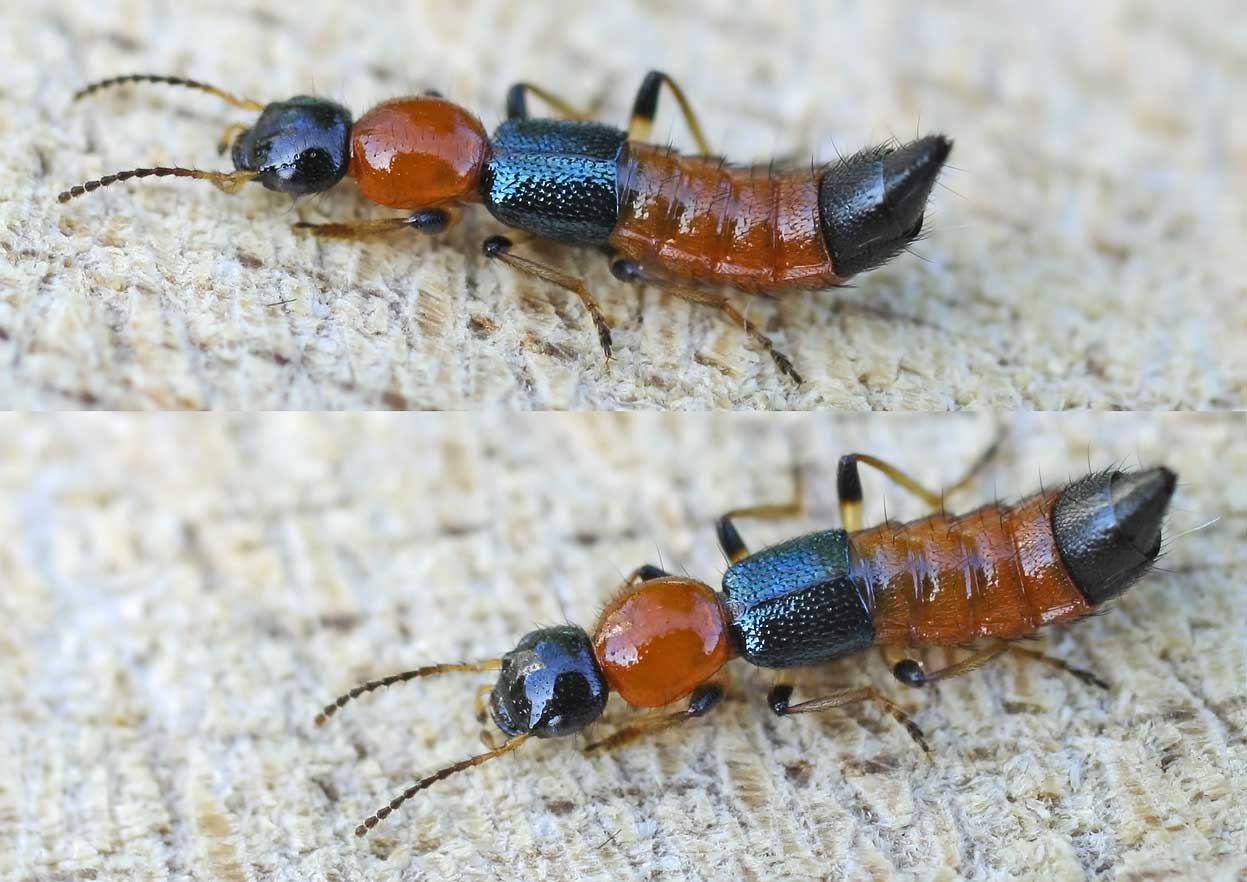
Dois exemplares de Paederus littoralis.

Embora o Paederus inclua mais de 600 espécies que se encontram por todos os continentes, aquelas que produzem irritação na pele (e que são chamadas popularmente de potó) são em cerca de 30.
Várias das espécies desenvolvem seu ciclo vital em ambientes úmidos, e o mesmo é determinado pelas variações sazonais, conforme a presença maior ou menor de água.
As espécies que vivem em zonas temperadas têm a reprodução nos meses mais quentes, enquanto que as existentes nas regiões tropicais o fazem nos períodos chuvosos; isto faz com que alguns adultos consigam andar sobre a água.
Embora não sejam espécies noturnas como a maioria dos estafilinídeos, são comuns adultos do Paederus durante o dia; entretanto, sua maior ocorrência se dá em noites de altas temperaturas. Possuem asas e durante a noite são atraídos pela luz de lâmpadas, tanto incandescentes como fluorescentes.
Botam seus ovos individualmente, em substrato úmido pois são suscetíveis ao ressecamento.
A fase larval transcorre em dois estágios, permanecendo as larvas escondidas no habitat úmido, sendo a maioria predadora de outros insetos - onde desempenham importante papel no controle ecológico de pragas.
A pupação transcorre em células feitas de barro.
Embora grande número de espécies mantém a dieta predatória na fase adulta, a maioria se alimenta de restos vegetais, ou de material em decomposição.
O adulto possui um corpo alongado, de cor predominantemente negra, tórax sub-globular, élitros curtos de cor brilhante; a fêmea atinge 10 mm, enquanto os machos 9 mm.
No Brasil o Paederus foi descrito a primeira vez por Pirajá da Silva em 1912.
Os potós não possuem um órgão excretor das substâncias irritantes, elas causam a reação apenas quando o inseto é amassado junto à pele, via de regra acidentalmente.

## Precauções

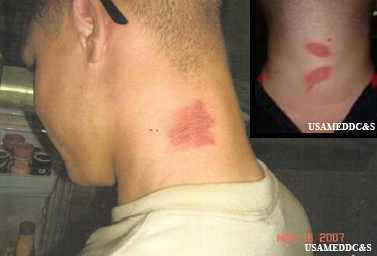
Vítima do potó exibe o pederismo.

Durante a época de incidência do inseto, algumas medidas profiláticas podem ser adotadas a fim de minimizar e prevenir as ocorrências das dermatites, na época de chuvas com clima quente. Dentre essas pode-se colocar mosquiteiros ou telas nas janelas e portas, para se evitar o ingresso dos mesmos nas residências; reduzir o número de lâmpadas acesas que os atraiam e, nas que forem necessárias, deixar um anteparo sob as mesmas a fim de evitar que os insetos caiam sobre as pessoas; por fim, diminuir a exposição do lixo que contenha restos animais ou vegetais em decomposição.